# Princes Street
Princes Street rep el seu nom ("carrer dels prínceps") en honor dels dos fills del rei Jordi III. És un dels carrers principals d'Edimburg, al costat de la Royal Mile. Està situat a la New Town, paral·lel a George Street i a Princes Street Gardens. Té al voltant d'1 milla de llarg (un quilòmetre i mig aproximadament).

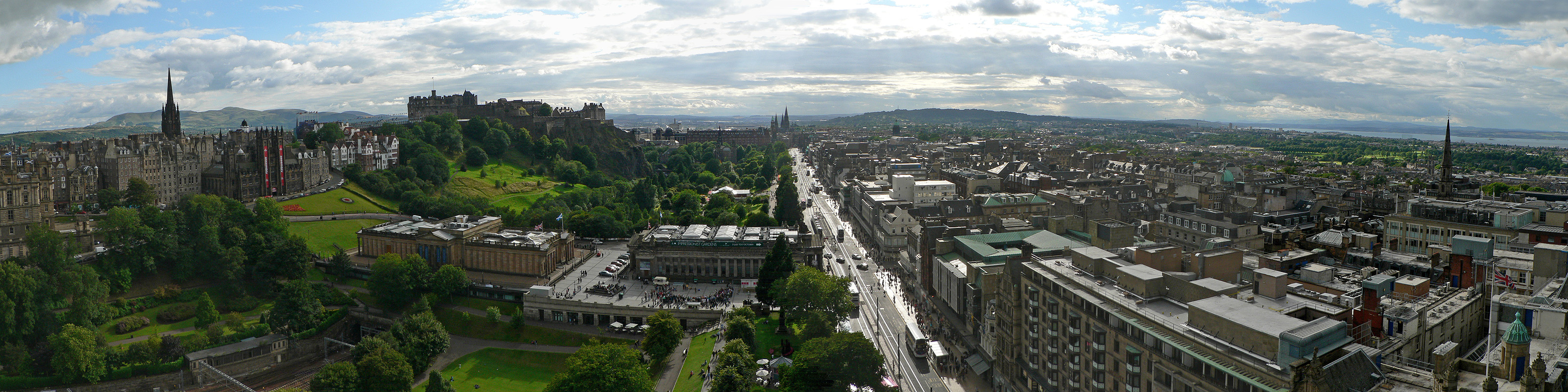
Vist des del Scott Monument

## Història
Princes Street s'anomenava al principi Carrer St Giles en honor del patró d'Edimburg. Tanmateix, el rei Jordi III va refusar el nom, ja que St Giles era també el patró dels leprosos i el nom d'un notori tuguri dins Londres. El carrer és anomenat així en honor dels seus fills, el Prince George, Duc de Rothesay (més tard Jordi IV del Regne Unit) i el Prince Frederick, Duc de York i Albany.
Forma part del que es coneix com a New Town (la ciutat Nova). Es va construir seguint uns plànols enginyats per l'arquitecte James Craig i es va començar a construir al voltant de 1770. Princes Street va representar una part crítica del pla, sent la vora exterior, fent front al Castell d'Edimburg i la ciutat original o Old Town(Ciutat Vella). Al principi tots els edificis van tenir el mateix format: posats enrere del carrer amb una escala avall a un soterrani i escala fins al pis de terra amb dos plantes i un àtic damunt. D'aquest format original només en queden algunes propietats en la seva forma original. Al llarg del segle xix la majoria d'edificis es van redissenyar a una escala més gran i el carrer va evolucionar de residencial a un ús de venda al detall.
Per la dècada de 1930 l'arquitectura de Princes Street tenia un caràcter molt variat. El Pla d'Abercrombie de 1949 va proposar un control més estricte del disseny per crear un aspecte més coherent. Es va proposar (1967) una reurbanització integral d'edificis modernistes i incorporar una passarel·la nivell del primer pis, en teoria, per duplicar la façana de compres. El pla va ser parcialment posat en funcionament, donant lloc a la construcció de set edificis abans d'abandonar el projecte el 1970. Dos dels nous edificis, British Home Stores a no.64, i el New Club a nos.84-87, són ara monuments classificats.
Durant la construcció de la nova ciutat, les aigües contaminades del Nor Loch es van drenar, i la zona es va convertir en uns jardins privats anomenats Princes Street Gardens. La decisió la va prendre el Consell d'Edimburg, al segle xix, moment en el qual la major part del carrer era comercial i no hi havia gran necessitat de jardins residencials privats. L'amplada del carrer Princes es va incrementar en gran manera al cap de poc, en el que era el límit nord dels jardins. Els jardins són un dels molts espais verds al cor d'Edimburg.

## Actualitat
Princes Street està prohibida en gairebé tot el seu recorregut als vehicles privats (excepte bicicletes). Està molt transitada pel transport públic, hi ha gran varietat de línies d'autobusos, els taxis transiten molt per aquest carrer i s'està construint el Edimburgh Trams - Tramvia d'Edimburg.
Diverses marques del carrer del Regne Unit com Boots, BHS d'Escòcia, H&M, Debenhams, House of Fraser, Marks & Spencer, Topman i Topshop, HMV són només algunes de les botigues situades al llarg del carrer. Els magatzems Jenners (ara propietat de House of Fraser) sónés una institució d'Edimburg, van sobreviure a la desaparició de molts altres grans magatzems locals, com Patrick Thompson.

## Galeria

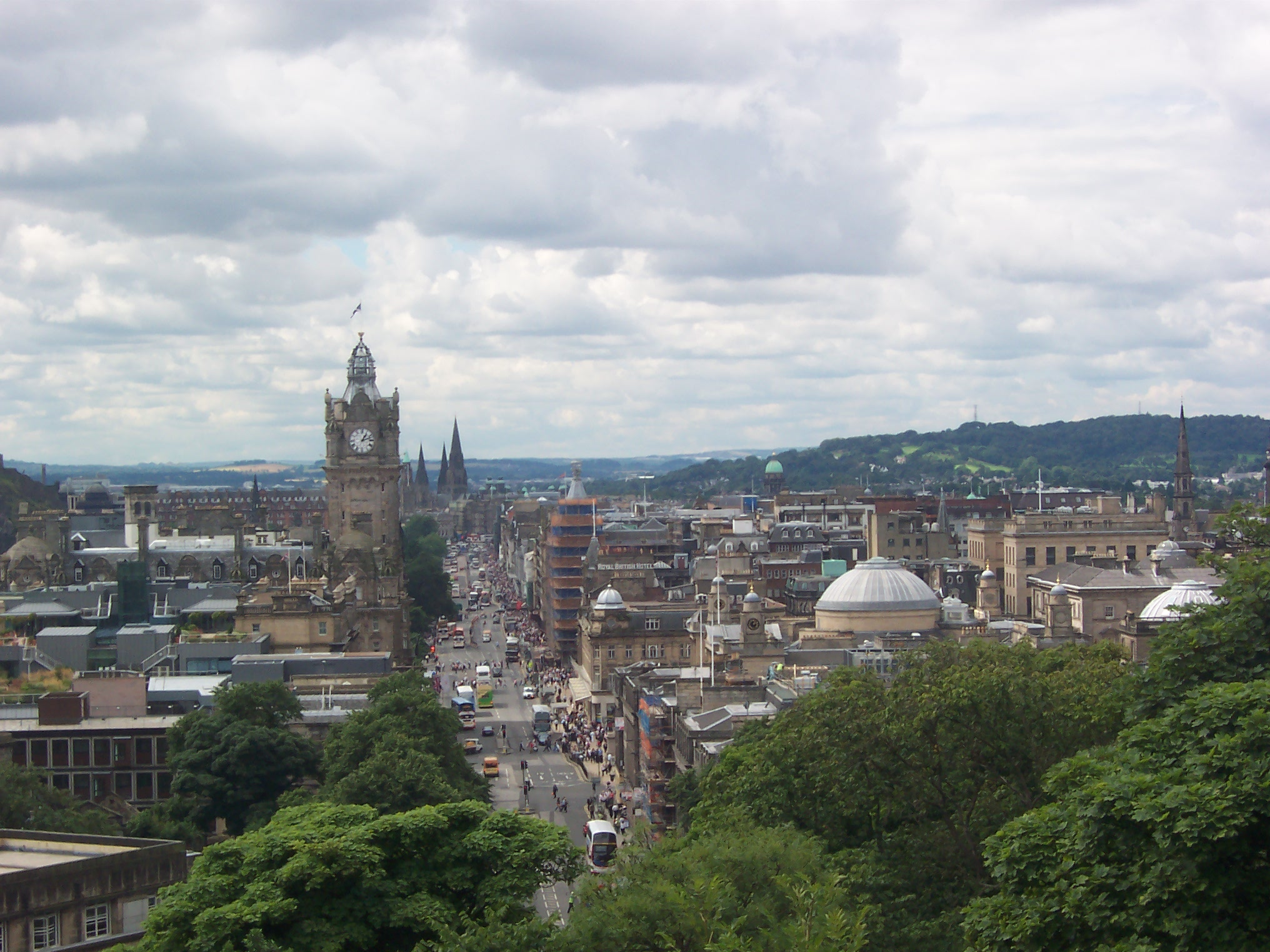
Princes Street vist des de Calton Hill
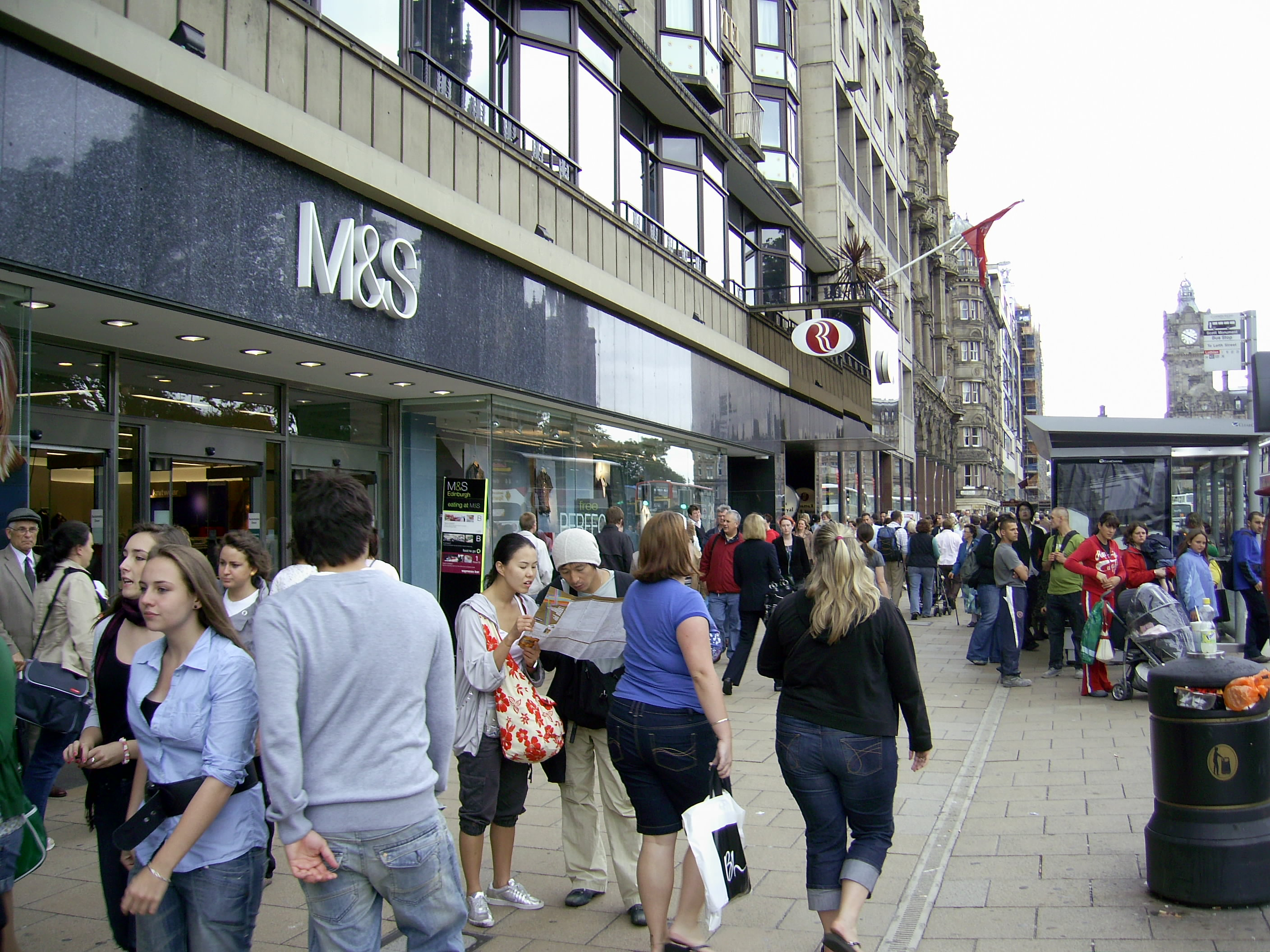
Vista del carrer
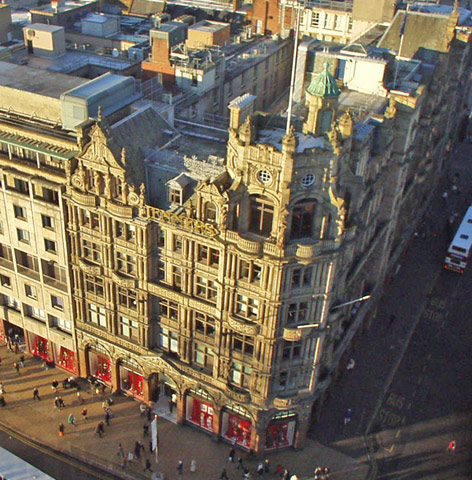
Jenners
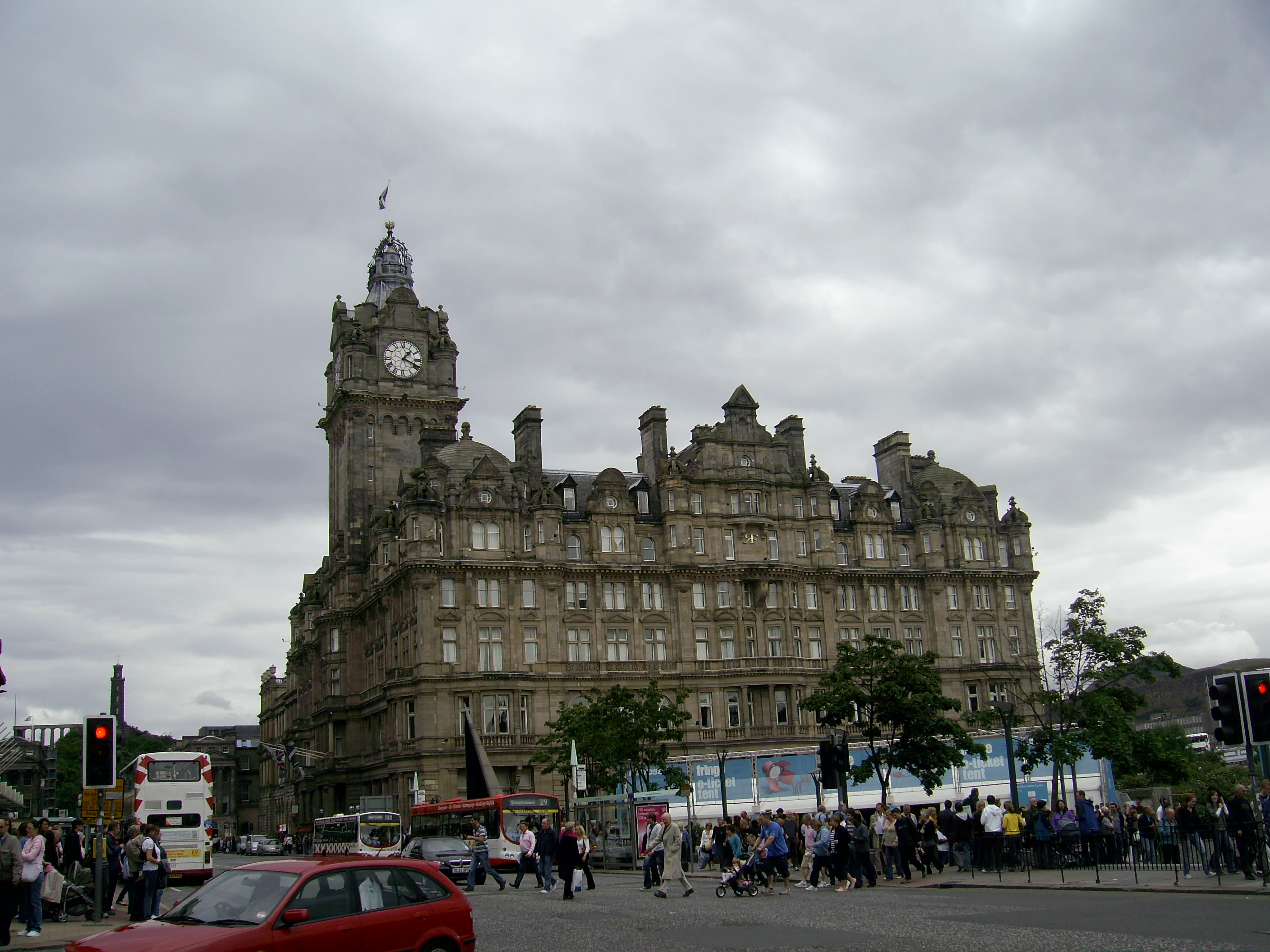
Hotel Balmoral, davant de l'estació de Waverley